# دنیای آینده
دنیای آینده (انگلیسی: Futureworld) فیلمی در ژانر اکشن، علمی–تخیلی و مهیج است که در سال ۱۹۷۶ منتشر شد.

## بازیگران
- پیتر فوندا
- بلایث دانر
- یول برینر
- جان رایان
- جان پی. رایان
- استوارت مارگولین